# مكسيم جريشين
مكسيم جيناديفيتش جريشين (بالروسية: Максим Геннадьевич Гришин؛ مواليد 2 مايو 1984) هو مُقاتل فنون قتالية مختلطة روسي.

## وصلات خارجية
- مكسيم جريشين على موقع يو إف سي (الإنجليزية)
- مكسيم جريشين على موقع شيردوغ (الإنجليزية)
- مكسيم جريشين على موقع Tapology.com (الإنجليزية)